# Rutherford Alcock
Sir Rutherford Alcock (ur. 1809, zm. 2 listopada 1897 w Londynie) – lekarz i dyplomata, jeden z pierwszych brytyjskich konsulów i ambasadorów w Chinach i Japonii.

## Życiorys
Urodzony jako syn angielskiego lekarza  Thomasa Alcocka z Ealing pod Londynem. Po studiach medycznych wstąpił do wojska, odbywając od 1836 służbę jako lekarz w brygadzie Royal Marines, w szeregach której wyróżnił się w czasie I wojny karlistowskiej. Został mianowany zastępcą generalnego inspektora szpitali, ale zrezygnował z funkcji w 1837. 
Za służbę w wojnach na Półwyspie Iberyjskim został odznaczony komandorią Orderu Izabeli Katolickiej,  Orderem Wieży i Miecza, Orderem Karola III oraz medalami. 
Po powrocie do kraju wykładał chirurgię w Sydenham College of Anatomy na University College London, ale postanowił wstąpić do służby dyplomatycznej. W 1844 został mianowany konsulem w Fuzhou, jednym z nowo otwartych dla cudzoziemskiego handlu portów, w następstwie I wojny opiumowej. Skierowany został jednak do Amoy, gdzie pracował półtora roku, a następnie przeniesiony go do Szanghaju. Podczas jego służby Szanghaj był zagrożony przez powstanie tajpingów, którzy opanowali chińskie miasto, ale nie zdobyli koncesji zagranicznych. Alcock znacząco przyczynił się do zorganizowania zarządu miejskiego tychże koncesji oraz służby celnej, która później wyewoluowała w Imperial Maritime Customs Service. W Szanghaju służył do momentu mianowania go konsulem generalnym w Japonii w 1858. Rok później objął kierownictwo misji brytyjskiej w tym kraju (po lordzie Elgin). Służył tam w czasach bardzo niespokojnych: w 1861 brytyjskie poselstwo w Tokio zostało zaatakowane przez rōninów (zabito dwóch Brytyjczyków, ale atak został odparty). Mimo to eksplorował i opisywał kraj (m.in. w czasopiśmie Królewskiego Towarzystwa Geograficznego), w którym stacjonował, m.in. podróżując przez Osakę do Nagasaki i wspinając się na górę Fudżi (jako pierwszy Europejczyk). W 1860 mianowany kawalerem Orderu Łaźni, dwa lata później otrzymując komanderię tego orderu.
W 1862 wyjechał do Wielkiej Brytanii, a gdzie zorganizował wystawę sztuki japońskiej podczas wystawy światowej w Londynie. W 1863 otrzymał doktorat honoris causa Uniwersytetu Oksfordzkiego, a rok później wrócił, by kontynuować swoją misję w Japonii. W tym czasie wzrost napięć w Japonii doprowadził ostatecznie do interwencji flot zachodnich i ataku na Shimonoseki. W 1865 roku przeniesiony do Chin, gdzie jako Poseł nadzwyczajny i minister pełnomocny reprezentował Wielką Brytanię do 1871. Wróciwszy do ojczyzny pełnił liczne funkcje publiczne, w tym przewodniczącego Królewskiego Towarzystwa Geograficznego (1876–1878) i wiceprzewodniczącego Royal Asiatic Society (1875–1878); popularyzował kulturę Japonii w licznych publikacjach, z których najważniejsze to The Capital of the Tycoon (1863) i Art and Art Industries in Japan (1878).  
Jego pierwszą żoną była Henrietta Mary z domu Bacon, którą poślubił 17 maja 1841. Po jej śmierci w 1853, 8 lipca 1862 ożenił się powtórnie z Lucy Lowder, wdową po misjonarzu T. Lowderze, kapelanie misji szanghajskiej. Oba małżeństwa były bezpotomne. 

## Dzieła
- Notes on the Medical History and Statistics of the British Legion of Spain; Comprising the Results of Gunshot Wounds, in Relation to Important Questions in Surgery (1838)
- Life's Problems: Essays; Moral, Social, and Psychological (1857)
- Elements of Japanese Grammar, for the Use of Beginners (1861)
- Catalogue of Works of Industry and Art, Sent from Japan by Rutherford Alcock (1862)
- The Capital of the Tycoon: a Narrative of a Three Years' Residence in Japan (1863)
- Correspondence with Sir Rutherford Alcock Respecting Missionaries at Hankow, and State of Affairs at Various Ports in China (1869)
- Despatch from Sir Rutherford Alcock Respecting a Supplementary Convention to the Treaty of Tien-Tsin, Signed by Him on October 23, 1869 by China (1870)
- Chinese Statesmen and State Papers (1871)
- Art and Art Industries in Japan (1878)
- Handbook of British North Borneo: Compiled from Reports Received from Governor Treacher and from other Officers in the British North Borneo Company's Service by Colonial and Indian Exhibition (1886)